# Rhum Clément
Le Rhum Clément est un rhum agricole produit en Martinique (France), selon les règles héritées d'Homère Clément et de son fils Charles. Ce dernier crée la marque « Rhum Clément » en 1940, mais le rhum qui porte ce nom est fabriqué depuis le XIXe siècle.
Le rhum Clément est obtenu à partir de la distillation du vesou (jus de canne à sucre) fermenté. Étant élaboré en respectant le cahier des charges de l’AOC Rhum de Martinique, ce rhum agricole bénéficie de l’appellation d’origine contrôlée.

## Historique

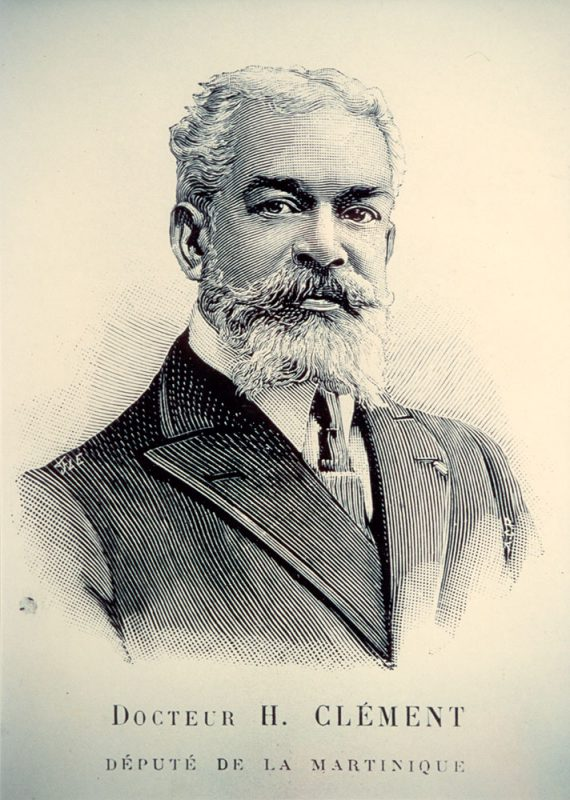
Homère Clément

En 1887, le médecin et homme politique métis Homère Clément rachète aux enchères l'Habitation sucrière de l'Acajou, saisie par le Crédit foncier colonial à sa propriétaire békée Françoise Maillet. Cette plantation de canne à sucre livre alors sa production à l'usine du François. Avec l'accroissement de la demande pour les soldats pendant la Première Guerre mondiale, Homère Clément fait construire en 1917 une distillerie au sein de l'habitation, à l'emplacement d'une ancienne sucrerie. 
À la mort d'Homère Clément en 1923, son fils Charles prend la succession. Il modernise l'exploitation et en 1930, la marque « Rhum Acajou » est créée. La société se distingue en embouteillant elle-même ses rhums, quant à cette époque la grande majorité du rhum produit est envoyé en vrac aux négociants de métropole. 
Deux ans plus tard, Charles Clément achète l’Habitation Moneroy, agrandissant ainsi son domaine agricole d’une centaine d’hectares supplémentaires. En 1938, un incendie détruit la distillerie. La nouvelle usine reconstruite permet alors de multiplier la capacité de production par cinq, et devient la plus performante de l’île. En 1940, la société donne son nom à sa production et le « Rhum Acajou » devient le « Rhum Clément ».
L'exploitation et la distillerie restent dans la famille Clément jusqu'à leur rachat en 1986 par le Groupe Bernard Hayot, une des principales familles békées de Martinique. L'Habitation de l'Acajou prend alors le nom d'Habitation Clément, en référence à leurs précédents propriétaires.
En 1988, la distillerie de l'habitation est fermée, et sera transformée en musée. Le Rhum Clément est désormais distillé dans l'usine du Simon, également située dans la commune du François. Sur l'Habitation Clément restent aujourd'hui les chais de vieillissement, ainsi que les opérations de réduction, brassage, et mise en bouteille. 

En 1996, l'AOC Rhum de Martinique est enregistrée, et l'Habitation se dote de nouveaux chais tout en étant classée monument historique la même année .

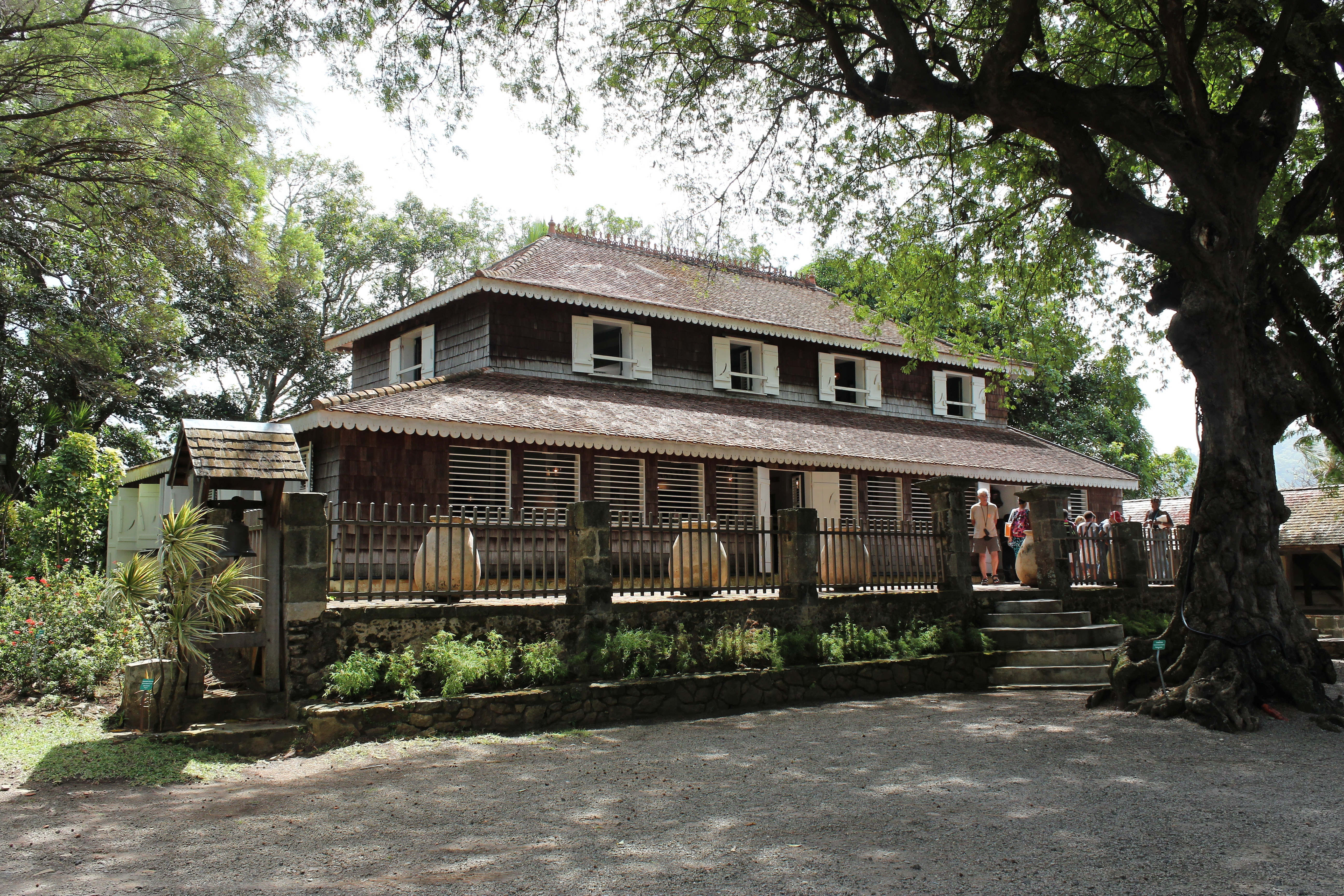
Ancienne maison de maître de l'Habitation Clément
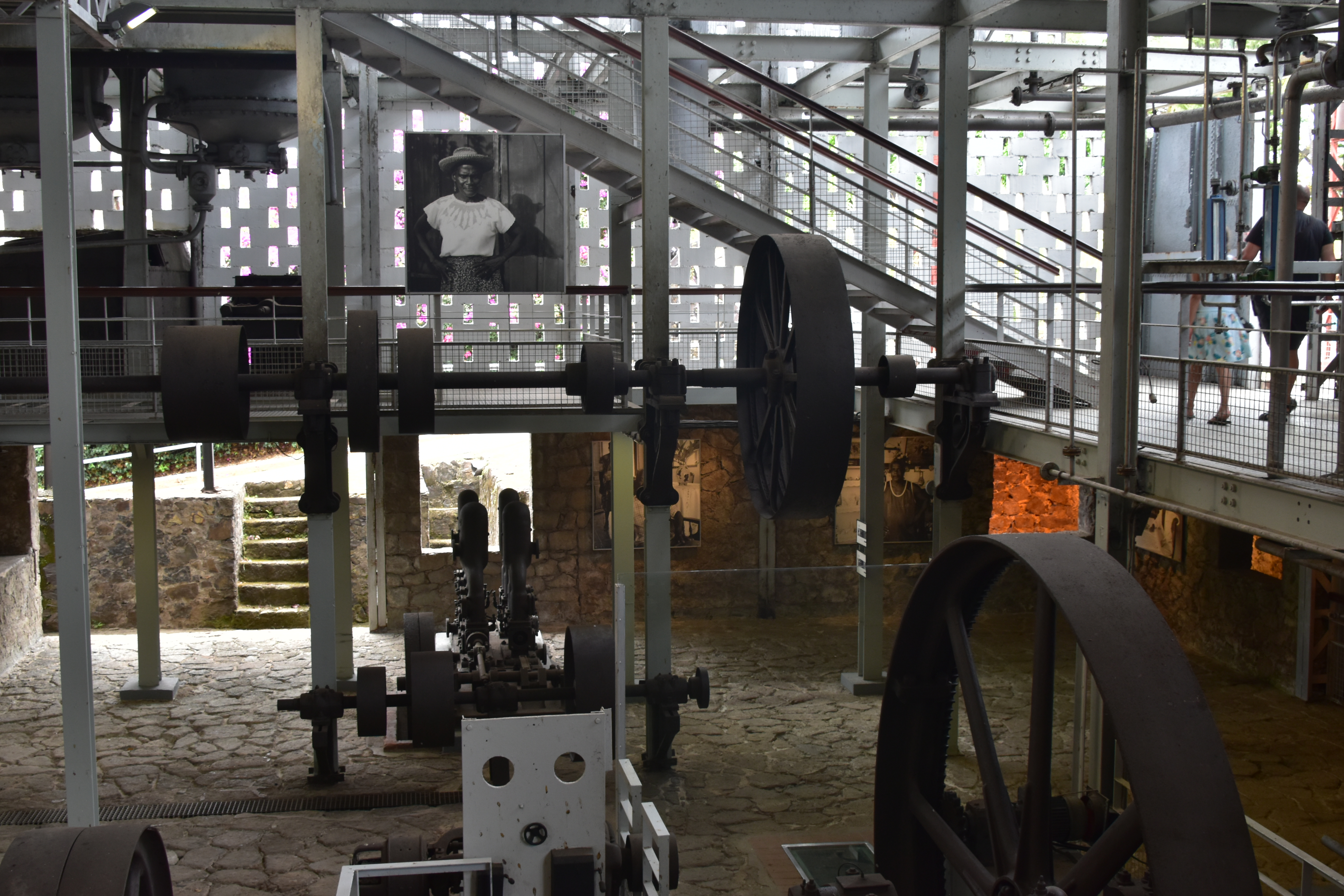
L'ancienne distillerie
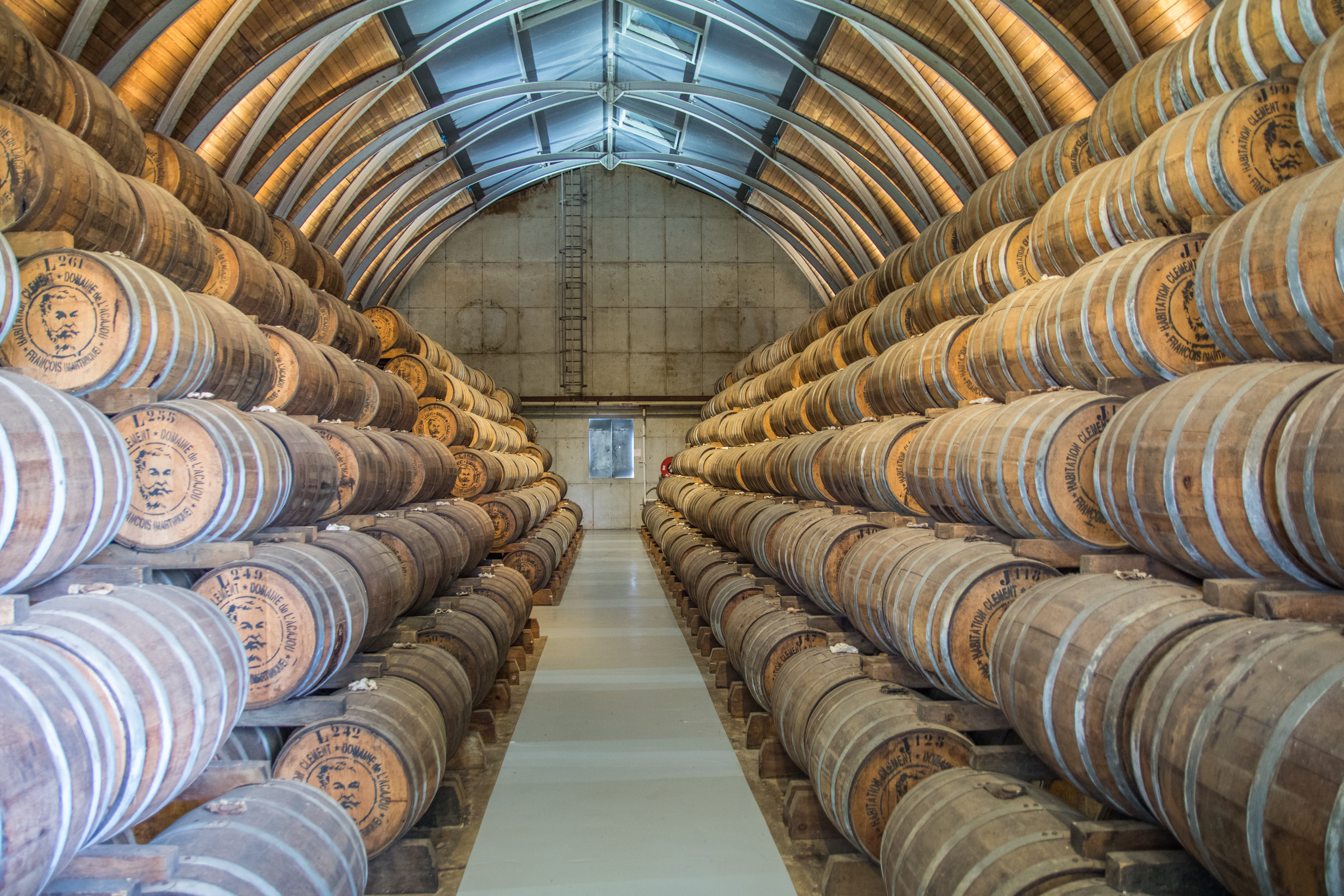
Les nouveaux chais de vieillissement

## Production

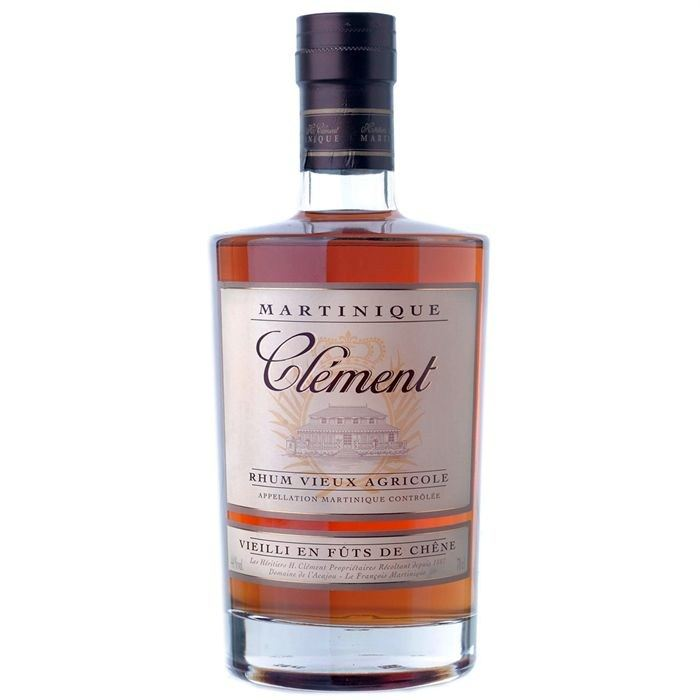
Bouteille de rhum Vieux Clément

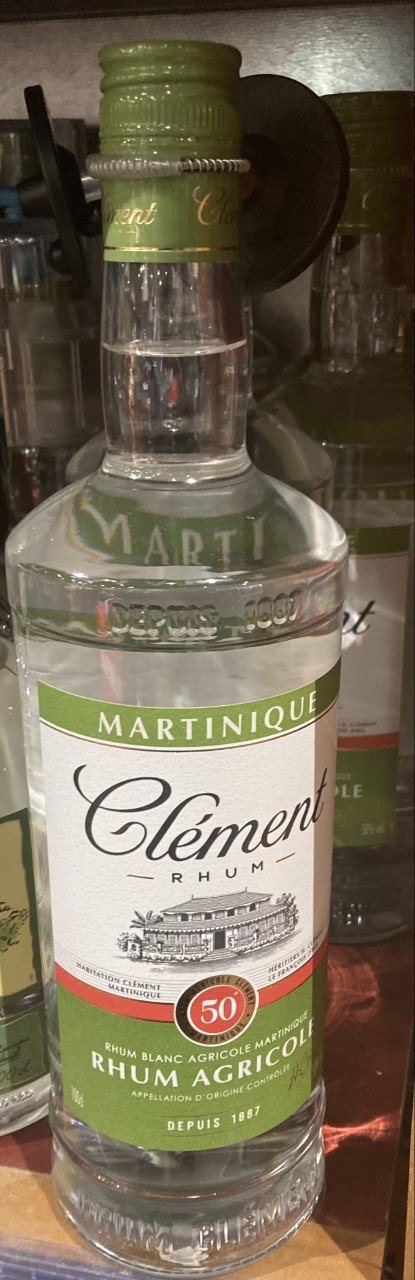
Bouteille de rhum agricole Clément.

Le rhum agricole est le fruit de la distillation du pur jus de canne à sucre. Récoltée dans les premiers mois de l’année (de janvier à juin), les cannes à sucre sont d’abord apportées à la distillerie, puis broyées dans les moulins pour en extraire le jus appelé vesou.
Le jus filtré subit ensuite une fermentation pendant 36 heures dans des cuves en inox jusqu’à l’obtention d’un vin de canne tirant entre 4 et 5° d’alcool. Une fois fermenté, il est envoyé dans une colonne à distiller et donne un rhum agricole blanc limpide tirant entre 65 et 75°. La suite du processus relève du savoir-faire du maître de chais.
La distillation s'effectue dans la distillerie du Simon, située au François à quelques kilomètres, le rhum est ensuite élevé dans les chais du Clément. Comme pour les autres rhums vieillis en région tropicale, la part des anges atteint 8 % par an, on pratique donc l’ouillage pour compenser l’évaporation, .
Le marque « Rhum Clément » produit du rhum vieux, du rhum blanc, ainsi que du punch traditionnel et des liqueurs à base de rhum.

### Origines de la canne à sucre
La canne à sucre utilisée en Martinique pour produire le rhum agricole provient de différentes variétés. On distingue : 
- B5992
- B64277
- B69566
- R570

La lettre « B » indique la provenance de l'île de la Barbade la lettre « R » indique île de La Réunion.